# Miguel Romero Baeza
Miguel Romero Baeza (Melilla, 1945 - Madrid, 26 de enero de 2014) fue un dirigente político y activista social español vinculado a la izquierda anticapitalista y marxista revolucionaria.
Empezó su militancia política durante la dictadura franquista. Entre 1966 y 1971 fue uno de los impulsores del Frente de Liberación Popular (FLP). En 1971 fue uno de los fundadores de la Liga Comunista Revolucionaria (LCR), de cuya dirección fue miembro hasta su disolución en 1991. Miguel Romero (Moro) formó parte de la dirección de la IV Internacional desde finales de los años 1970 hasta comienzos de los noventa. Desde 1991 fue el editor de la revista Viento Sur y militante de Izquierda Anticapitalista. Fue autor de diversos libros y artículos de reflexión política y estratégica.

## Obras
- Romero Baeza, M.¡Viva Nicaragua Libre!. Madrid: LCR, 1979
- Antentas, J.M.; Egireun, J.; y Romero, M. (coords.). Porto Alegre se mueve. Madrid: La Catarata, 2003
- Romero, M. La Guerra Civil española en Euskadi y Catalunya. Madrid: Crítica & Alternativa, 2006
- Garí, M.; Pastor, J. y Romero, M. (eds). 1968. El mundo pudo cambiar de base. Madrid: La Catarata, 2008
- Pagès, P.; Pastor, J. y Romero, M. (eds). Juan Andrade, vida y voz de un revolucionario. Madrid: VientoSur & La Oveja Roja, 2012
- Romero, M. Conversaciones con la izquierda europea, Madrid: VientoSur & La Oveja Roja, 2012